# Fuori in 20 minuti
Fuori in 20 minuti è un gioco a premi svizzero andato in onda su LA1 alle 20.40 dal lunedì al venerdì, dopo il Telegiornale delle ore 20.00.
Iniziato nel 2011, con la conduzione di Matteo Pelli, la seconda edizione è stata trasmessa dal 2 gennaio 2012 condotta da  Fabrizio Casati.

## Svolgimento
- Presentazione dei 2 concorrenti e del "muro".
- Nel primo gioco i 2 concorrenti devono scegliere tra 4 dei 6 temi presenti nel "muro", in cui si trovano i futuri concorrenti, e rispondere a 1 domanda per argomento scelto, alcune valgono più di altre.
- Nel secondo gioco devono rispondere a delle domande su tutti i temi, ogni domanda vale 4000 franchi. Se ne sbagliano 1 si ritorna a zero.
- Il gioco finale: i due concorrenti possono finalmente confrontarsi su ciò in cui sono preparati. Il concorrente meno preparato è il primo a dover rispondere a delle domande con 2 opzioni mentre quello più preparato è fuori dallo studio. Fatto questo i ruoli si invertono e l'esperto deve confermare la scelta fatta dall'amico o parente che viene letta dal conduttore, o cambiarla senza sapere cosa sia l'altra opzione. Dopo di che l'altro rientra in studio e si vede se le risposte date sono corrette oppure no.

Nella prima edizione si potevano vincere fino a 19800 franchi se nella prima fase si prendono tutte le domande con il valore più alto, se nella seconda si risponde in modo esatto a tutte le domande e se nell'ultima si indovinano tutte le risposte. Nella seconda edizione il montepremi è lievitato a 30000 franchi.
La cifra vinta viene spartita tra i 2 concorrenti.